# Gilbêrt van Lierop
Gilbêrt Antoine van Lierop (Paramaribo, 2 december 1983) is een Surinaams diplomaat, politicus namens de Algemene Bevrijdings- en Ontwikkelingspartij (ABOP) en docent. Hij is sinds 18 januari 2022 de Surinaamse ambassadeur in Brussel.

## Biografie

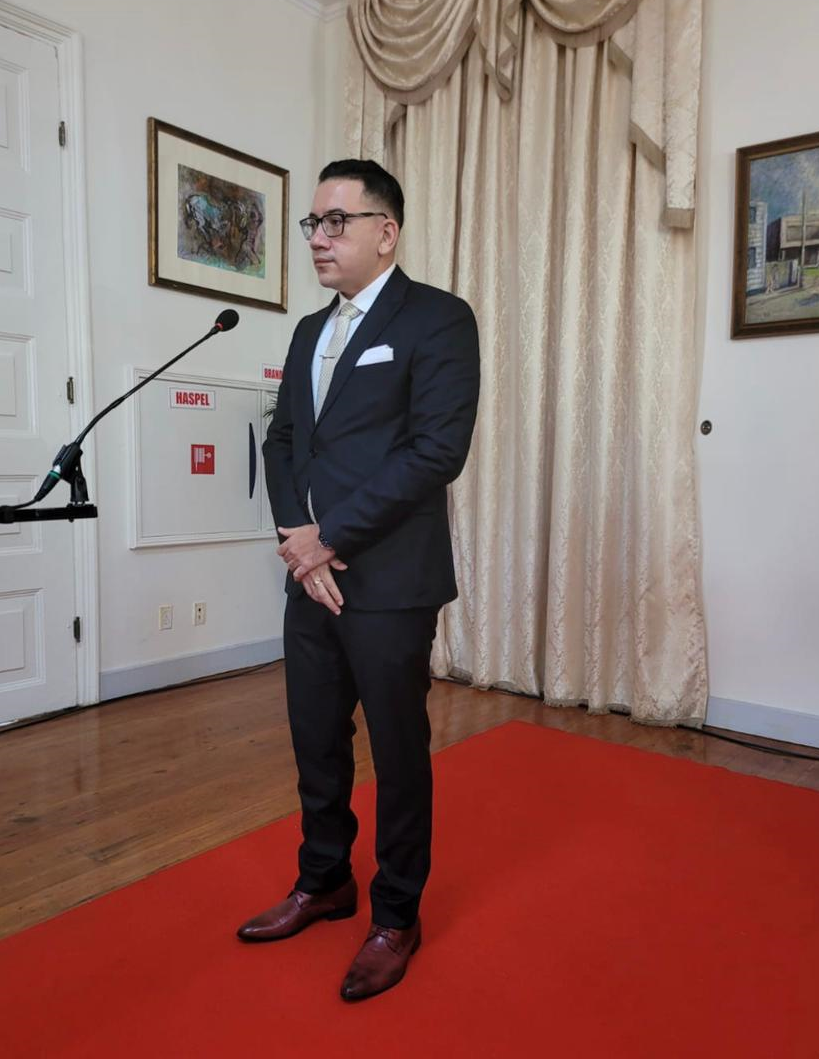
Gilbert van Lierop tijdens zijn beëdiging als ambassadeur van Suriname in België en de EU

#### Jeugd
Van Lierop, zoon van een gynaecoloog, groeide op in Paramaribo en volgde lager onderwijs aan een kleine privéschool, waar hij het niet naar zijn zin had. Hij wilde liever naar een openbare school en Sranantongo leren spreken. Volgens hem kreeg hij een “draai om de oren” als hij thuis Sranantongo sprak; dit omdat men van mening was dat die taal minderwaardig en onbeleefd is. Het Nederlands zou je maatschappelijk verder brengen. Later als ambassadeur hield hij regelmatig toespraken in het Sranantongo.

#### Opleiding
Van Lierop studeerde van 2015 tot 2017 aan de IBW Hogeschool in Paramaribo. Hij sloot zijn studie af met een Master of Business Administration met de scriptie getiteld: Verbeteren van informatie beveiligingssystemen, een case studie. Daarnaast behaalde hij aan een groot aantal certificaten van academische opleidingen. Hij was in 2019 PhD student aan de Anton de Kom Universiteit van Suriname, totdat deze opleiding na een jaar, in 2020 werd beëindigd.
Na het afronden van zijn studie doceerde hij ICT en Informatiekunde aan onder andere de IBW Hogeschool, het Alpha Beta Atheneum, het EFS College COVAB en sinds 2020 aan het Polytechnic College (PTC).
Als docent merkt hij op dat hij de kennis van de Nederlandse taal ziet achteruitgaan in Suriname; hij benoemt reëele angst dat het Nederlands in Suriname zal ophouden te bestaan. De taal kan vervagen net als op Sint Maarten en Curaçao. Hij houdt de braindrain die plaatsvond sinds de onafhankelijkheid in 1975 “voor honderd procent” verantwoordelijk voor de achteruitgang van het Nederlands.
Sinds augustus 2020 is hij lid van de Raad van Bestuur van de NV Luchthavenbeheer en daarnaast van 2021 tot 2022 van het Centraal Hoofdstembureau (CHS). Verder werkte hij als beleidsadviseur op het ministerie van Buitenlandse Zaken, Internationale Business en Internationale Samenwerking.

## Politieke loopbaan
Van Lierop werd lid van de Algemene Bevrijdings- en Ontwikkelingspartij (ABOP) en nam in mei 2019 het voorzitterschap van het congresbestuur van de partij over van Marinus Bee. In 2020 was hij op plaats 3 verkiesbaar voor de ABOP in Paramaribo, en kreeg 208 voorkeursstemmen. De ABOP behaalde in Paramaribo twee zetels en behaalde daardoor geen plaats in De Nationale Assemblée.

#### Ambassadeurschap
Op 18 januari 2022 werd Van Lierop door president Chan Santokhi beëdigd als ambassadeur in Brussel, waar hij de belangen van Suriname behartigt tegenover zowel België als de Europese Unie. Hij volgde Sieglien Burleson (NDP) op in deze functie.
Koning Filip van België nam zijn geloofsbrieven op 27 april 2022 in ontvangst. Op 16 december 2022 overhandigde hij zijn geloofsbrieven aan Charles Michel, de president van de Europese Unie. Op 26 januari 2023 overhandigde hij zijn geloofsbrieven aan Ursula von der Leyen, president van de Europese Commissie.  Op 26 juni 2024 overhandigde hij zijn geloofsbrieven aan de Bondspresident van Oostenrijk, Alexander Van der Bellen.
Op 15 november 2023 tekende Ambassadeur van Lierop namens Suriname de Overeenkomst van Samoa, de nieuwe overeenkomst tussen de Europese Unie en haar lidstaten (EU) en de leden van de Organisatie van Afrikaanse landen, Caribisch gebied en de Stille Oceaan (OACPS).  Op 24 maart 2022 tradt hij toe aan het 79 landen tellende OACPS, de Organisatie van Afrikaanse, Caraibische en Pacifische Staten. 
In aanloop en ter voorbereiding van de ondertekening van de SAMOA overeenkomst heeft ambassadeur van Lierop namens het Cariforum, de zeventigste vergadering van de EU-OACPS-comité van ambassadeurs voorgezeten in zijn rol als voorzitter van de Caraïbische ambassadeurs in België. Deze functie nam hij in augustus 2023 over van de Dominicaanse Republiek.  Op 20 maart 2024 werd hij unaniem gekozen tot voorzitter voor duurzaamheid bij de ACS-staten.